# Cerveau d'Albert Einstein
Le cerveau d'Albert Einstein a été le thème de nombreuses recherches et spéculations. Le cerveau du physicien a été retiré dans les sept heures et demie suivant sa mort. Il a attiré l'attention à cause de la réputation d'Einstein qui le place comme l'un des plus grands génies du XXe siècle et certaines régularités ou irrégularités apparentes au niveau du cerveau ont été utilisées pour appuyer diverses idées sur les liens entre neuroanatomie et intelligence générale ou mathématique. Des études scientifiques ont suggéré que certaines régions impliquées dans le langage et la parole sont plus petites chez Albert Einstein alors que des régions impliquées dans le traitement numérique et spatial sont plus grandes. D'autres études ont suggéré un nombre plus important de cellules gliales dans le cerveau du physicien.

## Histoire
L'autopsie d'Albert Einstein a été réalisée dans un laboratoire du Princeton Hospital (en) par le pathologiste Thomas Stoltz Harvey (en), peu après sa mort en 1955. Einstein avait pourtant laissé des instructions contraires de son vivant et avait déclaré « Je voudrais être incinéré, afin que personne ne puisse idolâtrer mes ossements ». Sa famille, dans un premier temps, n'a pas non plus autorisé le prélèvement de son cerveau. Harvey retira et pesa le cerveau, obtenant une valeur de 1 230 g (le poids moyen d'un cerveau humain étant de 1,3 kg). Par la suite, il l'a emmené à l'université de Pennsylvanie où il l'a découpé. Il garda quelques-uns de ces morceaux pour lui et en donna d'autres à d'éminents pathologistes. Il s'attendait à ce que la cytoarchitectonie du cerveau révèle des informations utiles.

## Études

### Autopsie
Harvey a signalé qu'Einstein n'avait pas d'opercule pariétal (en) dans les deux hémisphères, mais cette découverte a été controversée. Des photographies du cerveau montrent un large sillon latéral.
En 1999, des analyses plus poussées menées par une équipe à l'Université McMaster à Hamilton (Ontario) révèlent que la région de l'opercule pariétal dans le gyrus frontal inférieur du cerveau était vide. Une partie du sillon latéral est également absente. Les chercheurs de l'Université McMaster ont supposé que ces absences pourraient avoir permis aux neurones présents dans cette partie du cerveau de mieux communiquer.

### Cellules gliales
Dans les années 1980, Marian Diamond, professeur à l'université de Californie à Berkeley persuade Thomas Harvey de lui donner ses échantillons du cerveau d'Einstein. Elle compara le rapport de cellules gliales et de neurones du cerveau d'Einstein avec ceux de onze autres cerveaux préservés. Le cerveau d'Einstein avait plus de cellules gliales pour chaque neurone dans toutes les zones étudiées.

### Photographies récentes
Une étude intitulée « Le cortex cérébral d'Albert Einstein : une description et une analyse préliminaire des photographies non publiées » a été publiée le 16 novembre 2012 dans la revue Brain. Dean Falk, une anthropologue de l'université d'État de Floride, a dirigé l'étude — qui a analysé 14 photographies récemment découvertes et a décrit le cerveau : « Bien que la taille globale et la forme asymétrique du cerveau d'Einstein soient normales, les zones pré-frontale, somatosensorielle, le moteur primaire, le pariétal, les corpus temporels et occipitaux sont extraordinaires ». Le cerveau d'Einstein présente une quatrième crête, contre trois chez les personnes normales, dans le lobe moyen-frontal, région impliquée dans la préparation des plans et la mémoire de travail. Les lobes pariétaux sont nettement asymétriques et une caractéristique spécifique du cortex moteur primaire d'Einstein pourrait être associée à sa capacité musicale.